# Oxalato de cálcio
Oxalato de cálcio é um composto químico que forma cristais monoclínicos aciculares (isto é em forma de agulha) com importante significado biológico, ocorrendo em diferentes quantidades na generalidade dos seres vivos.  Grande quantidade deste composto ocorre naturalmente na araceae comigo-ninguém-pode, na qual forma ráfides, nas folhas do ruibarbo e em várias espécies do gênero Oxalis. Em quantidades menores aparece nas folhas de espinafre. As pedras do rim (os cálculos renais) são, muitas vezes, formadas por depósitos de oxalato de cálcio.

## Ocorrência
O oxalato de cálcio é encontrado em muitas plantas tropicais. Essa substância não é venenosa, mas quando ingerida, pode ser fatal porque os cristais podem perfurar os tecidos da região do pescoço, provocando edema, o que impede a passagem do ar, matando por asfixia. O risco é maior para animais de estimação (cães e gatos) e crianças.
As plantas do gênero Dieffenbachia contêm essa substância e no caso de ingestão pode causar perda de voz e sufocamento. Ela também pode ser encontrada no ruibarbo (em grandes quantidades nas folhas) e em espécies de Oxalis, Araceae, taro, quiuí, folhas de chá, agaves, Alocasia e no espinafre em quantidades variáveis. Cristais insolúveis de oxalato de cálcio são encontrados nos caules das plantas, raízes, folhas e são produzidos nos idioblastos. Pessoas que sofrem de cálculo renal, popularmente conhecido como pedra nos rins, devem evitar comer plantas ricas em oxalatos, como pimentão e tomate.

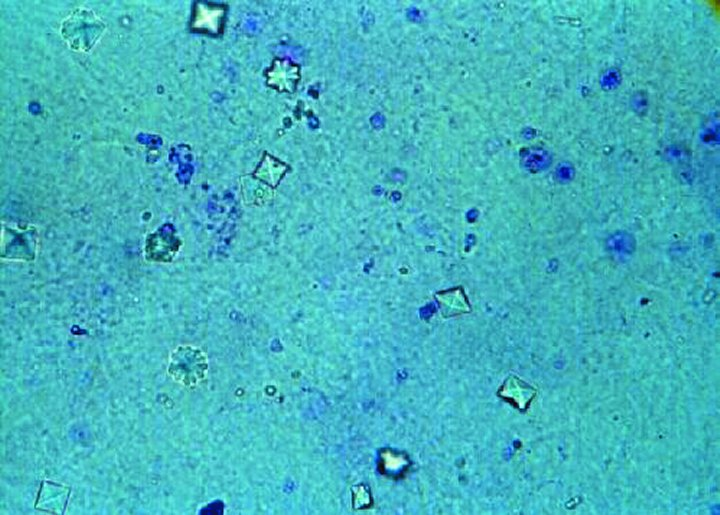
Microscopia da urina mostrando cristais de oxalato de cálcio na urina

Oxalato de cálcio, na forma de 'beerstone', é um precipitado castanho que tende a acumular-se em recipientes, barris e outros compartimentos utilizados na fermentação da cerveja. Caso não seja completamente removido do processo, esse precipitado pode criar uma superfície anti-higiênica que pode abrigar microorganismos. A Beerstone é composta de sais de cálcio e magnésio assim como vários compostos orgânicos depositados pelo processo de fermentação; isso promove o crescimento de microorganismos indesejados que podem afetar o produto de diversas formas.
Cristais de oxalato de cálcio na urina são os constituintes mais comuns do cálculo renal e a formação de cristais de oxalato de cálcio é também um dos efeitos tóxicos do envenenamento por etilenoglicol.
Formas de compostos hidratados ocorrem naturalmente em três espécies de minerais: whewelita (mono hidratado), weddelita (dihidratado) e uma forma muito rara trihidratada chamada caoxita.

## Efeito da Ingestão
Até mesmo pequenas doses de oxalato de cálcio são suficientes para causar intensa sensação de queimação na boca e garganta, inchaço e asfixia. Os sintomas podem durar por até duas semanas. Em casos de ingestão de grandes doses pode ocorrer um grande mal estar no sistema digestório, dificuldade de respirar, coma e até morte. A recuperação de envenenamento por grandes doses de oxalato de cálcio é possível; no entanto o fígado e os rins são afetados permanentemente.

### Tratamento
O tratamento inclui a administração de difenilhidramina, epinefrina ou famotidina. Todas são aplicadas na via intravenosa. Embora a irritação provavelmente seja uma reação localizada será tratada como uma reação anafilática .[carece de fontes?]